# アリス・スプリングス空港
アリス・スプリングス空港 (アリススプリングスくうこう, 英語: Alice Springs Airport, (IATA: ASP, ICAO: YBAS)) とは、オーストラリア、ノーザンテリトリーにある、世界遺産であるウルル＝カタ・ジュタ国立公園への観光拠点都市アリススプリングス南約14キロに位置する空港。
アリススプリングス空港には国際定期便はないものの、国際チャーター便がたまに運航されている。2018年10月下旬に日本航空による成田国際空港、中部国際空港、関西国際空港の各空港とアリススプリングス空港を結ぶチャーター便がボーイング787-8により運航された。
アリススプリングス空港は研究用の気球の打ち上げにもよく利用され、打ち上げ期間中は空港が閉鎖される。
アリススプリングス空港にはいわゆる門限が無く、24時間利用が可能である。
また、アリススプリングス空港は砂漠地帯に位置し、航空機の長期保管に適していることから、2014年以降、使用しない航空機の駐機に使われている（いわゆる飛行機の墓場の一つ。アジア太平洋地域では唯一）。2020年10月現在 主にシンガポール航空、キャセイパシフィック航空、セブパシフィック航空等の航空機が長期保管されている。

## 統計

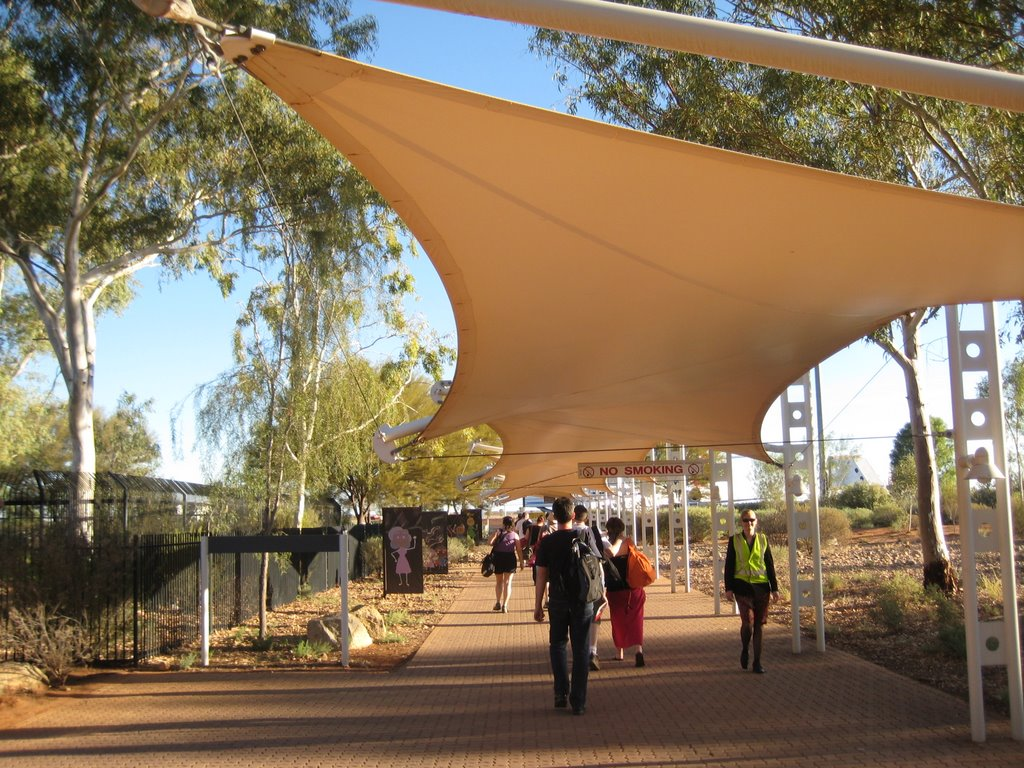
ターミナルから飛行場への通路

| 年      | 乗客数  | 離着陸 |
| ------- | ------- | ------ |
| 2001–02 | 561,509 | 7,856  |
| 2002–03 | 571,804 | 7,647  |
| 2003–04 | 607,751 | 7,900  |
| 2004–05 | 602,905 | 7,421  |
| 2005–06 | 605,073 | 7,078  |
| 2006–07 | 624,326 | 6,298  |
| 2007–08 | 627,425 | 6,352  |
| 2008-09 | 674,215 | 6,657  |
| 2009-10 | 681,295 | 6,652  |
| 2010-11 | 640,519 | 6,878  |

## 路線
| 航空会社                         | 就航地 |
| -------------------------------- | --- |
| カンタス航空                     | シドニー、メルボルン、ブリスベン、アデレード、ダーウィン |
| ヴァージン・オーストラリア       | アデレード |
| ボンザ                           | メルボルン |
| エアノース                       | パース、ダーウィン、キャサリン、テナント・クリーク |
| チャートエア                     | カルグーリー、カルトゥカットジャラ、ワラクラ、ワナーン、ウォーバートン、ウィンゲリーナ、パプランカットジャ、マンタマルー、テュクラ、アプチュラ、キウィルクラ |
| ノーザンテリトリー・エアサービス | エアーズロック、マウント・アイザ、アルパルルーラム、アマタ、プカットジャ、ミミリ、カルトジッティ、ウムワ、ユンヤリーニェン、パイパリヤジャラ、ニャパリ       |